# ダリト文学
ダリト文学（だりとぶんがく、英語: Dalit literature）とは、インドの被差別民であるダリトによる文芸作品を指す。多言語国家であるインドにおいて、ダリトの作品はマラーティー語をはじめとしてヒンディー語、テルグ語、グジャラート語、カンナダ語、マラヤーラム語などさまざまな言語で執筆されている。

## 定義
ダリトという語は、サンスクリット語では「引き裂かれた、壊された」を意味する。被差別民については、ヒンディー語のアチュート（Achut）や、ガーンディーが提唱したハリジャン（Harijan）、英語のUntouchables、公式名称の特定カーストなどさまざまな呼称がある。被差別民の解放運動を通じて、ダリトは虐げられた人々の自称として広まっていった。
ダリト作家が執筆する文芸作品を「ダリト文学」と呼ぶ。反差別の運動によって20世紀末にはダリトの政治参加も増えていき、文学はダリトの状況や主張を社会に伝える役割も果たしている。

## 歴史
インド西部のマハーラーシュトラでは、13世紀から14世紀にマラーティー語の宗教詩が盛んだった。宗教詩人はサントと呼ばれ、サントによってアバングという宗教詩が詠まれた。ヴァールカリー教団は、神の前では出自に関係なく平等であるという教えがあり、さまざまな階層のサントが活動した。ダリト出身のツォーカー（Cokhā）という詩人は、不浄な存在として扱われることに抗議するアバングを残している。サントたちの活動は、当時の階層社会にとっては画期的であり、19世紀以降のマハーラーシュトラの社会運動の基礎となった。ヒンディー文学においては、15世紀の詩人のカビールやライダースはダリトだったともいわれている。
インドはインド大反乱がイギリスに鎮圧されたのちにイギリス領インドとなった。インド人は社会改革運動を起こし、運動の中には不可触民（ダリト）の撤廃も含まれていた。被差別民のスワミ・アチューターナンドは、権利獲得を目指して1920年代にアーディ・ヒンドゥー運動を始めた。1920年代半ばから被差別民運動はガーンディーが中心となった。
植民地支配から独立したインドは、憲法でカースト制と不可触民を禁止した。全ての国民に教育機会が保障され、指定カーストの識字率も上昇していった。しかし、社会的な差別は依然として続いた。マハーラーシュトラ州では、ビームラーオ・アンベードカルが不可触民撤廃運動を行い、1956年には数十万人の不可触民とともに仏教に改宗した。ダリトという自称もアンベードカルの提案だった。インドでは差別解消のための留保制度が始まり、留保制度によって高学歴や経済的な上昇を得たダリトの中には、ロールモデルとなったり運動を推進する者も現れた。
アンベードカルの運動はマラーティー語のダリトの文芸活動に影響を与えた。1963年には初のダリト作家の短編集としてB・バーグル『私がカーストを隠した時』が出版された。ダリト作家の出版が増え、1972年にマハーラーシュトラ州でダリト・パンタル（ダリト・パンサー）という政治団体が結成されて、文芸を通じたカースト批判や社会運動を行なった。ダリト・パンタルは、ダリト文学運動が元になって発足した社会運動で、アンベードカルの影響を受けた改宗仏教徒たちが中心となった。次第に強硬な姿勢を取るようになり、アンベードカルの遺志で設立されたインド共和党とも対立した。
ヒンディー語の雑誌『サーリカー』では1975年4月号と5月号でダリト文学を特集した。マラーティー語では『サンチェートナー』誌が1981年に特集をした。しかし一般読者がヒンディー語のダリト作品について知るようになったのは、1980年代末頃からだった。1986年にラージェンドラ・ヤータヴは月刊誌『ハンス』を復刊した。『ハンス』は1952年に廃刊になっていた雑誌であり、ヤータヴは復刊コメントにおいて被差別民の闘いを取り上げていくと書いている。『ハンス』でダリトについての作品の掲載が次第に増え、1990年にダリト作家が登場して以降に掲載作品が急増した。
1992年に英語の『ダリト文学選集』（An Anthology of Dalit Literature）と、英訳の選集『にがいパン』（Poisoned Bread）が出版されたことがきっかけで、ダリト文学が世界的に知られるようになった。『ダリト文学選集』はM・R・アーナンダと E・ゼリオットの編集で、『にがいパン』はダーングレーの編集だった。

## 作家・作品
20世紀以降のダリトによる最初期の作品は、ヒーラー・ドームがボージュプリー語で書いた『不可触民の苦情』（1914年）という詩で、雑誌『サラスヴァティー』に掲載された。内容は、自分たちは真面目に働いているのに上位カーストのようには報われず、生活が苦しく神も助けてくれないと書かれている。テルグ語作家のクスマ・ダルマンナの『黒い指導者』（1920年）は、ダリト文学運動の先駆的な作品となった。
最初に紹介が進んだダリト作家の作品は自伝だった。マラーティー語では、ダヤー・パワールの自伝小説『バルタ』（1978年）は他のインドの言語にも翻訳され、パワールは1990年にパドマ・シュリー勲章を受賞した。L・B・マーネーは『閉じた扉』(1984)で少数部族の暮らしを描いた。S・リムバーレーは詩、批評、小説など40冊以上の著作があり、自伝『非合法』（1984年）はインド諸語の他に英訳『アウトカースト』も出版された。ダリトの女性作家の自伝では、ベイビー・カーンブレーやウルミラー・パワールによるものがあり、夫をはじめとする男性の暴力についても触れられている。ヒンディー語では、モハンダス・ナイミシュラーエ『人それぞれの檻』（1995年）やプラカーシ・ヴァールミーキ『残飯』（1997年）をはじめとして10数作が注目を集めた。差別を受けるという点は共通しつつ、境遇や経験は個人によって大きく異なる。ベーチャエンやウムラーオシン・ジャータヴは皮革業のチャマール・カーストの生活を描き、ヴァールミーキは清掃業のカーストが受ける屈辱を描いた。
マラヤーラム語では、ケーララ州においてキリスト教徒のダリト作家が活動している。ポール・チラッカロードゥ（Pol Cirakkarotu）の『プラヤッタラ』（1962年）は、ダリトである農業労働者たちがキリスト教に改宗したのちも教会内部で差別を受ける現実を描いた。T・K・C・ヴァドゥタラ（T. K. C. Vatutala）のように、近年に再評価されたダリト作家もいる。
カンナダ語の文学では、個人と社会の関係や、差別・貧困・搾取などの社会問題を取り上げる文学の潮流を反抗派とも呼ぶ。反抗派の作家にはダリトが多いため、ダリタ派とも呼ばれる。カンナダ語のダリトの代表的な作家にマハーデーヴァがおり、故郷の村を舞台にした短編集『ディヤーヴァヌール』（1973年）などを発表している。
ダリトの女性作家では、ヒンディー語作家のバイサントリー『二重の呪い』（1999年）やタークボウレー（Sushila Takbhore）『挟撃の苦しみ』（2011年）が社会と男性による二重の抑圧を描いている。ダリト同士の対立はダリト運動の障害にもなっており、ナーワリヤーは『向こう側の人々』（2007年）でその問題をテーマにした。
被害者や犠牲者としてのダリトに加えて、差別の克服や、世界的に共通する差別現象としてダリトを描く作品も発表されるようになった。ヤシカ・ダットは『ダリトとしてカミングアウトすること』（2019年）という回想録で、出自のカミングアウト体験を率直に英語で綴った。この作品はインド文学アカデミーのサーヒトヤ・アカデミー賞を受賞した。スーラジ・イエングデ（Suraj Yengde）は、『Caste Matters』（2019年）で経済的な中間層のダリトが出自から遠ざかったり私利私欲を優先させる傾向を批判的に論じている。

### ダリトではない作家の作品
ダリト文学を書く資格がある者についての問題は、長らく議論となっている。ダリトではない代表的な作家にムンシー・プレームチャンドがおり、小説『人生の広場』（1924年）や『屍衣』（1936年）の内容が差別的だと非難を受けている。比較的古い世代の作家は、ダリトだけがダリト文学を書けると主張する者が多く、若い世代の作家にはプレームチャンドに問題はないとする者がいる。

## 出版、団体
ダリトのメディアとして最初期のものには新聞があり、アチューターナンドによる『アチュート』（1905年創刊）や『アーディ・ヒンドゥー』（1917年創刊）がある。1920年代と1930年代はカースト撲滅協会の月刊誌『ウシャー』（1924年創刊）をはじめ各1点、1950年代は5点、1960年代は12点、1970年代は8点、1980年代は11点、1990年代5点と続き、他に詳細不明なものが数十点ある。無名の新聞や雑誌がほとんどで、そこにダリトの詩人や小説家が執筆していたとされる。
大手出版社がヒンディー語のダリトの作品を出版しなかったため、一般読者は1980年代末までダリトの作品について情報を得ることがほとんどなかった。作家のヴァールミーキは『サーリカー』誌が短編掲載を承諾してから10年たち、結局掲載されなかったという経験を書いている。1990年代以降には翻訳が相次いだが、主な訳書には自伝が多く、ダリトの生活を新規な商品として消費するという問題が生じる可能性がある。
ダリト自身による報道や発信はダリト・メディアとも呼ばれ、ジャーナリスト、社会活動家、研究者らが推進している。2002年にウッタル・プラデーシュ州で農村の女性による新聞カバル・ラハリヤが創刊され、ダリトの女性記者が活動している。2011年から2012年にオンラインでダリト・カメラが開設され、ダリトへの暴力事件の報道、読書会、研究会、文化イベントの開催、エッセイや論評のプラットフォーム提供を行なっている。
文学団体としては、1958年にA・サーテーが設立したマハーラーシュトラ・ダリト文学協会（Maharashtra Dalit Sahitya Sanga）がある。これはアンベードカルの運動の影響を受けた団体だった。2000年にはダリト作家連盟が設立されたが、2007年に分裂が起き、2014年にナーワリヤーが新議長となった。